# Santo Tomás de Castilla
Santo Tomás de Castilla of Matías de Gálvez is een haven in het Guatemalteekse departement Izabal, gelegen aan de Amatiquebaai, nabij de Golf van Honduras. Bestuurlijk gezien is het een gehucht (aldea) van de gemeente Puerto Barrios.
Nabij de haven ligt de Luchthaven Puerto Barrios.

## Geschiedenis

### Belgische kolonie

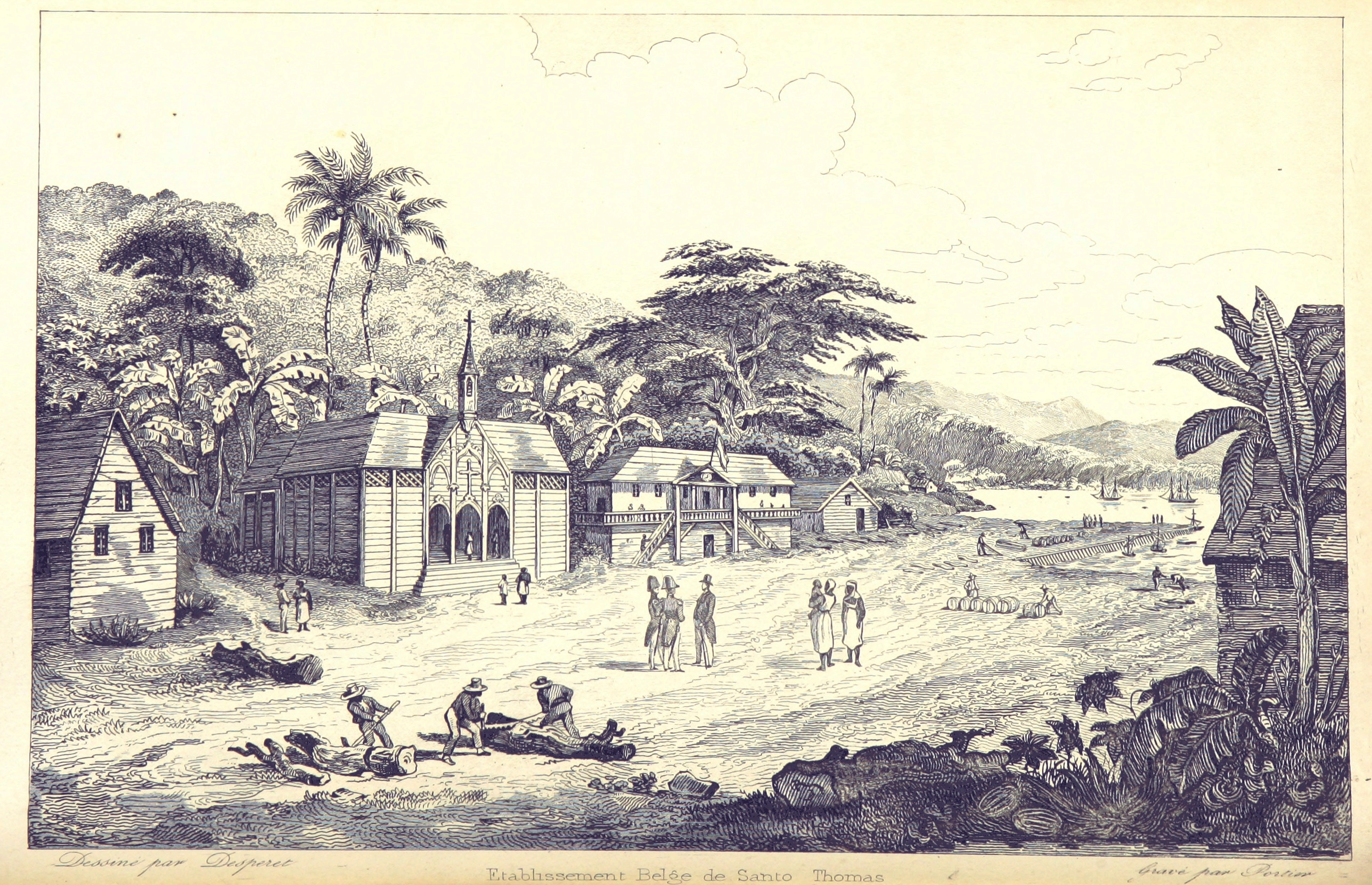
Belgische kolonie

Santo Tomás was in 1843 een district aan de Atlantische kust van Guatemala gelegen tussen de rivieren de Montagua en de Dulce, dat bij besluit van het Guatemalteekse parlement van 4 mei 1843 in "eeuwige concessie" werd gegeven aan de "Belgische maatschappij voor volkplanting". Het gebied was ongeveer 4000 vierkante kilometer groot, en er woonden zo'n 1200 mensen, bijna allen indianen.
De Belgische Maatschappij van Volkplanting (Compagnie Belge de Colonisation), een privaat bedrijf van graaf de Hompesch kocht in 1843 met hulp van koning Leopold I van België dit gebied van de Guatemalteekse regering met het doel hier Belgische werklozen, kansarmen en avonturiers naartoe te lokken en zo van een groep 'lage zeden' en kleine criminaliteit in België af te komen, die anders eventueel een opstand zouden kunnen beginnen in België. Het doel was verder de verzekering van goedkope grondstoffen en een afzetmarkt voor producten te vinden. Guatemala, dat de soevereiniteit over dit gebied bewaarde, hoopte in ruil daarvoor met Belgische steun een haven en een weg naar de hoofdstad te verkrijgen. Tot dan toe was Guatemala voor invoer via de zee afhankelijk van het door de Britten gedomineerde Belize. Uit een aantal archiefstukken blijkt dat bepaalde Belgische regeringskringen op termijn dachten aan een daadwerkelijke uitoefening van soevereiniteit door België, hoewel kolonisatie op het Amerikaanse continent moeilijk te rijmen valt met de Monroedoctrine die in die tijd door de Verenigde Staten werd hooggehouden.
Met het doel de arme bevolking naar het gebied te lokken werd het gebied in België door de regering actief gepropagandeerd als het beloofde land "Verapaz", compleet met valse brieven van zogenaamde migranten uit dit Verapaz, die het land bejubelden en exotische gravures, waarop Guatemala werd afgebeeld als het beloofde land. Deze werden door de Belgische Maatschappij van Volkplanting verspreid op markten in Belgische plaatsen in de hoop mensen enthousiast te maken. Daarnaast werd een liedje bedacht:
Wie goat er mee noar Verapas?
Doar moete wij niet wirke
Eten en drenke op eu gemak,
Sloape gelijk een virke.
Van 1843 tot 1844 werden honderden Belgen met boten naar de kolonie gebracht. Door de weinig realistische aanpak, de grootheidswaanzin en hebzucht van de leiding draaide het project op een fiasco uit. Een groot aantal kolonisten stierf aan tropische ziektes in de eerste jaren en de financiële middelen bleken al na een paar jaar ontoereikend. De meerderheid van de bevolking week uit naar vooral de hoofdstad van Guatemala, en een klein deel van hen werd naar België gerepatrieerd. Na 11 jaren werd in 1854 de Belgische kolonisatiepoging opgegeven. Graaf de Hompesch werd wegens fouten in het beheer veroordeeld door de Belgische rechtbanken. Na deze mislukte poging zou het meer dan 25 jaren duren voor België een tweede kolonisatie in Congo zou ondernemen. In 2002 werd door Didier Volckaert de Belgische film Tu ne verras pas Verapaz over de Belgische kolonisatiepoging gemaakt.
Anno 2017 herinnert enkel de naam van het centraal gelegen park met sportcomplex 'Parque Belga' aan de kortstondige kolonie.

### Guatemalteekse haven
In 1952 liet de Guatemalteekse regering een diepzeehaven aanleggen bij Santo Tomás de Castilla, waaromheen een geplande stad verrees met moderne huizen en scheepskantoren. Deze werd aangelegd uit ontevredenheid over de macht die buitenlandse bedrijven hadden in de haven van het nabijgelegen Puerto Barrios. In 1958 werd de naam van de stad gewijzigd naar Matías de Gálvez, naar de 18e-eeuwse Spaanse gouverneur Matías de Gálvez y Gallardo van Guatemala. De oude naam bleef echter populairder onder de bevolking. In 1975 werd de vrijhandelszone Zolic (Zona Libre de Industria y Comercio) ingesteld bij de stad. De Guatemalteekse marine vestigde haar hoofdbasis in de stad. In 1976 raakte een groot deel van de haveninstructuur van Puerto Barrios verwoest door een aardbeving, waarop veel havenactiviteiten naar Santo Tomás de Castilla werden overgeheveld. Sindsdien is de haven uitgegroeid tot de drukste handelshaven van het land en verwerd Puerto Barrios tot een haven voor landbouwproducten.
In 2004 werd de haven, die tot dan toe alleen voor goederenoverslag werd gebruikt ook ingezet voor cruiseschepen uit de Caraïben. Een cruiseterminal werd geopend en zorgde voor een grote impact voor het Guatemalteeks toerisme. In 2005 stopten er elke maand 2 schepen met elk 1500 mensen aan boord.